# Suore ancelle del Cuore Immacolato di Maria (Immaculata)
Le Suore ancelle del Cuore Immacolato di Maria (in inglese Sisters Servants of the Immaculate Heart of Mary; sigla I.H.M.) sono un istituto religioso femminile di diritto pontificio.

## Storia
Le origini della congregazione si ricollegano con quelle dell'istituto fondato nel 1845 a Monroe dal missionario redentorista Louis-Florent Gillet.
A causa di conflitti riguardanti la giurisdizione diocesana, nel 1859 le comunità stabilite in Pennsylvania si staccarono dalla congregazione di Monroe e si costituirono in congregazione autonoma: la casa-madre, inizialmente fissata a Reading, fu poi trasferita a West Chester e quindi a Immaculata.
L'istituto ottenne il pontificio decreto di lode il 17 dicembre 1955 e l'approvazione definitiva della Santa Sede il 13 giugno 1964.

## Attività e diffusione
Le suore si dedicano all'educazione della gioventù.
Oltre che negli Stati Uniti d'America, sono presenti in Perù; la sede generalizia è a Immaculata, in Pennsylvania.
Alla fine del 2015 l'istituto contava 765 religiose in 64 case.